# Richard e Charlie
Richard e Charlie sono due personaggi dei fumetti, amici inseparabili, creati da Jean Tabary. Apparvero nel 1956 sul settimanale Vaillant, una pagina alla settimana. Hanno un carattere diametralmente opposto, Richard è (troppo) serio ma bello e Charlie (troppo) comico. Passeranno di incidente in incidente come due avventurieri, portando avanti le loro indagini affrontando mille pericoli.

## Le avventure pubblicate
- 1956: Lo strano professor Crobbs
- 1957: La giraffa bianca
- 1958: Il rapimento
- 1959: L'isola della felicità
- 1960: Richard e Charlie in Giappone
- 1961: Richard e Charlie e Vlugubu
- 1962: Una casa scompare
- 1962: Colpi bassi

## Album
Un solo album è stato pubblicato nel 1977, Richard et Charlie au Japon con l'Editore Glénat.